# Leona
Leona je ženské křestní jméno. Podle českého kalendáře má svátek 22. března.
Jméno má řecký původ, slovo λεων (leon) znamená „lev“. Je to protějšek mužského jména Leon.

## Statistické údaje
Následující tabulka uvádí četnost jména v ČR a pořadí mezi ženskými jmény ve srovnání dvou roků, pro které jsou dostupné údaje MV ČR – lze z ní tedy vysledovat trend v užívání tohoto jména:
| Rok       | Četnost    | Pořadí   |
| 1999      | 5384       | 109.     |
| 2002      | 5575       | 108.     |
| Porovnání | o 191 více | o 1 lépe |

Změna procentního zastoupení tohoto jména mezi žijícími ženami v ČR (tj. procentní změna se započítáním celkového úbytku žen v ČR za sledované tři roky) je +4,4%, což svědčí o poměrně značném nárůstu obliby tohoto jména.

## Známé nositelky jména
- Leona Machálková – česká zpěvačka
- Leona Lewis – afro-anglická zpěvačka
- Leona Skleničková – česká herečka vystupující pod pseudonymem Leona